# Петър Бойович
Петър Бойович (на сръбски: Петар Бојовић) е сръбски офицер (войвода), началник-щаб на Първа сръбска армия по време на Балканската (1912 – 1913) и Първата световна война (1914 – 1918).

## Биография
Петър Бойович е роден на 16 юли 1858 година в село Мишевичи, община Нова Варош и е от рода Васоевичи. Завършва гимназия в Белград и на 6 октомври 1875 година постъпва във Военната академия.
Бойовин воюва в Сръбско-турските войни от 1876 до 1878 като юнкер в училището, както и във войните на Сърбия в началото на 20 век.
През 1880 година е произведен в чин подпоручик от артилерията, през 1883 година в поручик от кавалерията, през 1891 година в чин генерал-щабен капитан 1-ви клас, през 1897 г. подполковник от пехотата, през 1901 година генерал-щабен полковник. В периода 1905 – 1908 е началник-щаб на армията. През 1912 година е произведен в чин генерал.
В Балканските войни (1912 – 1913) генерал Бойович е началник на щаба на 1-ва армия, който участва успешно в боевете на Куманово, Битоля (през Първата балканска война) и Брегалница (през Междусъюзническата война). Участва в мирните преговори с Турция, проведени в Лондон през 1913 г. като военен експерт в сръбската правителствена делегация.
В началото на Първата световна война (1914 – 1918) Бойович поема командването на 1-ва армия. Неговата армия, понася огромни загуби в битката при Дрин, но успява да спре австро-унгарската офанзива. Бойович е ранен в битката, поради което е заменен от Живоин Мишич. През януари 1916 г. е назначен за началник на Генералния щаб за втори път на мястото на болния войвода Радомир Путник, който е откаран от войниците си в Шкодра. Заема поста до юни 1918 г., когато подава оставка заради спор с генерали по въпроса за разширяването на Солунския фронт. Връща се на длъжността командир на 1-ва армия, която пробива вражеските линии и напредва дълбоко в окупираната територия. На 26 септември 1918 за приноса си във войната е произведен в чин войвода.
През 1921 г. Бойович е назначен за началник на Генералния щаб на югославската армия, а през 1922 г. се оттегля от активна служба. В самото начало на Втората световна война Петър Бойович е назначен за помощник на върховния главнокомандващ на югославската армия – младия крал Петър II Караджорджевич. Въпреки това, поради старостта си, не участва в последвалите събития.
Войвода Петър Бойович умира в Белград на 19 януари 1945 година.
Автор е на редица публикации във военни вестници и списания. Сред статиите му са: „Възпитание на войника“, „Метод за решаване на тактически задачи“, „Какво ни дават и какво може да очакваме от правилата на Егзерцирних“, „Защита на Косово поле (1922)“.